# گمینا کرمپنا
گمینا کرمپنا (به لهستانی:  Gmina Krempna) یک گمینا در لهستان است که در شهرستان یاسوو واقع شده‌است. گمینا کرمپنا ۲۰۳٫۵۸ کیلومتر مربع مساحت و ۱٬۹۶۳ نفر جمعیت دارد.